# Bischofrod
Bischofrod est une commune allemande de l'arrondissement de Hildburghausen, Land de Thuringe.

## Géographie
Bischofrod se trouve à l'orée de la forêt de Thuringe.
| Eichenberg |            | Sankt Kilian |
|            | Bischofrod |              |
| Lengfeld   |            | Ahlstädt     |

## Histoire
Bischofrod est mentionné pour la première fois en 1262.
Bischofrod est la scène d'une chasse aux sorcières entre 1604 et 1618. Trois femmes subissent un procès. Une femme est brûlée, une autre est contrainte à une confession puis libérée, on ignore le sort de la dernière.

## Source, notes et références
- (de) Cet article est partiellement ou en totalité issu de l’article de Wikipédia en allemand intitulé « Bischofrod » (voir la liste des auteurs).